# Bruce Henri
Bruce Henri é um compositor, arranjador, cantor e contrabaixista de Jazz e erudito com notórias atuações na área da música popular brasileira.
Reconhecido músico que, além de seus próprios discos e trabalhos autorais de música e multimedia, trabalhou com lendários artistas como Herbie Hancock, Tom Jobim, Gilberto Gil e Ney Matogrosso, Como diretor artístico criou e dirigiu eventos entre os quais Rock Street Rock in Rio em Lisboa, Rio de Janeiro e Las Vegas, Música no Tom e Re Tocando. Como produtor cultural, trabalhou com grandes festivais e eventos de música, entre os quais Rock in Rio, Planeta Brasil, Live Earth e Free Jazz Festival. Vive desde 2012 em Portugal.

## Discografia
- "Villa's Voz"
- "Mailbag Blues"
- Búzios live
- Equatorial blues
- Bruce Henry